# Воецкое (Майнский район)
Воецкое — село в Майнском районе Ульяновской области России. Входит в состав Гимовского сельского поселения.

## География
Село находится в центральной части Ульяновской области, в зоне хвойно-широколиственных лесов, в пределах Приволжской возвышенности, на правом берегу реки Гущи, на расстоянии примерно 22 километров (по прямой) к юго-востоку от Майны, административного центра района. Абсолютная высота — 128 метров над уровнем моря.
Климат
Климат характеризуется как умеренно континентальный, с тёплым летом и умеренно холодной зимой. Среднегодовая температура воздуха — 4 — 4,2 °С. Средняя температура воздуха самого тёплого месяца (июля) — 19,5 °C ; самого холодного (января) — −11,8 °C. Среднегодовое количество атмосферных осадков составляет 310—460 мм, из которых большая часть (242—313 мм) выпадает в тёплый период.
Часовой пояс
Село Воецкое, как и вся Ульяновская область, находится в часовой зоне МСК+1. Смещение применяемого времени относительно UTC составляет +4:00.

## История
Храм деревянный, построен прихожанами в 1730 году. Престол в нём во имя Архистратига Божия Михаила.
В 1780 году, при создании Симбирского наместничества, село Николаевское Воецкое тож, при речке Стемасе, помещиковых крестьян, однодворцев, вошло в состав Тагайского уезда.
В 1796 году при создании Симбирской губернии село вошло в состав Сенгилеевского уезда.
На 1859 год село Воецкое (Архангельское) входило в состав 3-го стана Сенгилеевского уезда Симбирской губернии.
Церковная школа грамоты открыта в 1900 году. 

## Население
| 2010 |
| ---- |
| 99   |

Национальный состав
Согласно результатам переписи 2002 года, в национальной структуре населения русские составляли 91 % из 131 чел.

### Известные уроженцы
- Буланов, Семён Иванович (1902—1942) — советский военачальник, полковник. Родился в селе.